# ЕОКА
EOKA (Национална организация на кипърските бойци) (на гръцки – Εθνική Οργάνωσις Κυπρίων Αγωνιστών, Етники органозис киприон агонистон) е националистическа организация, кипърско военно крило на движението за присъединяването на Кипър към Гърция. Неин лидер и основател е роденият в Кипър гръцки полковник Георгиос Гривас, командир на Националната гвардия на кипърските гърци.

## Предистория
Малко над 300 години, от 1570 година Кипър е владение на Османската империя. След като през 1878 живеещите на острова кипърски гърци слагат край на продължителното османско управление, те насочват усилията си към т. нар. „еносис“, обединението на Кипър с държавата-майка Гърция. Когато турският султан Абдул Хамид II претърпява жестоко поражение във войната с Русия, той предава острова на Великобритания срещу обещанието за помощ в защита на североизточните си граници. Подписаният Берлински договор предполага само временна окупация на Кипър от британците, оставайки страната формално под властта на султана. Британските войски пристигат и се установяват в Ларнака през май 1878 година.
Когато Турция се включва в Първата световна война на страната на Германия, англичаните анексират острова. По силата на Лозанския договор от 1923, срещу обещанието на военна помощ, Турция се отказва от правата си върху Кипър. Две години след това страната получава статута на колония, начело на която е поставен британски губернатор. Целта на британците е да се ограничи средиземноморския достъп на Русия, но това води до обтягане на отношенията им с Гърция. След края на Втората световна война стремежът на Кипър към независимост се засилва, но той е подчинен, преди всичко, на концепцията за еносис с Гърция.
Исканията за еносис стават все по-настоятелни и през 1950 колониалната администрация се съгласява да се проведе референдум за присъединяването на Кипър към Гърция. Огромното мнозинство от гърците-киприоти (97 %), гласуват за това обединение, но британската власт не признава резултата от допитването.

## Създаване на ЕОКА
След референдума архиепископ Макариос III организира политическото движение „Панелински комитет“, на който възлага надеждите си за победа на идеята за еносис. По-късно, разочарован от безразличието на международната общност, той приема предложението на гръцкия полковник Георгиос Гривас за сътрудничество. В Атина архиепископът дава пари на Гривас за да закупи първата партида оръжия и се съгласява със заминаването на бойна група в Кипър. По това време в Гърция е издадена заповед за арестуването на Гривас и Макариос лично моли премиер-министъра да не пречи на плановете на бунтовника.
С парите на православната църква Гривас започва внимателна подготовка, създава бази в планината Троодос и подбира кадри. В конспиративната си работа се опира на поддръжката на Макариос, без която дейността му на острова не би била възможна. През 1951 година Гривас създава тайната военно-политическа организация на гърците-киприоти ЕОКА. Нейни членове стават предимно хора от семействата на богати селяни и търговци, както и много ученици и студенти, които защитават идеята за незабавно присъединяване на Кипър към Гърция. Той копира структурата на ЕОКА от организираната партизанска война на комунистите в Гърция.
През 1954 година британската политика довежда до масови улични протести на острова, и от април следващата година EOKA започва въоръжена партизанска борба. През юли 1954 година Макариос и Гривас се срещат в Атина и създават конспиративен център „Революционен съвет“, който да се справи с практическите въпроси на подготовка и съгласуване на кампанията за еносис в Кипър.
През 1955 година в Лондон се провежда конференция с участието на Гърция и Турция, на която трябва да се обсъди самоопределението на Кипър и бъдещия статут на страната. Гръцките киприоти се обявяват против конференцията, позовавайки се на факта, че кипърският конфликт не е политически проблем между Гърция и Турция, а засяга само британското правителство и народа на Кипър. По време на конференцията Великобритания предлага международно-правният статут на острова да остане открит, всяка от страните да запази позициите си и да сътрудничи за развитие на самоуправлението. Предложението е отхвърлено както от Гърция, така и от Турция и тристранната конференция завършва без резултат.

## Активност
Дейността на ЕОКА започва с първата демонстрация, организирана в Пафос на 17 март 1955 година. Започва провеждането на диверсии и терористични актове срещу полицейските части и подразделенията на британската армия. Извършват се нападения срещу британски войници, британски туристи, гръцки англофили и полицаи. Освен това членовете водят антибританска агитация, устройват подредени убежища и скривалища в планините и горите и правят импровизирани, саморъчно приготвени мини, гранати и дори огнестрелни оръжия.
След като Лондонската конференция се проваля, започва въоръжена борба на кипърците срещу британското управление. Във връзка с това стартират нови преговори за запазване на мира на острова. Те се провеждат между лидера на АКЕЛ архиепископ Макариос III и британския губернатор маршал Хардинг. Британското правителство приема самоопределянето на острова, но само под британско върховенство. Ето защо условията, които архиепископ Макариос поставя, не са положително приети от британската администрация и преговорите са прекъснати. Макариос официално е обвинен в съучастие с ЕОКА и през март 1956 година е заточен на Сейшелските острови.
ЕОКА развива активна дейност в периода 1954 – 1959 година, когато води партизанска война срещу британските окупатори и извършва поредица от терористични акции. Британците отговарят с масови арести на бунтовниците. Още през юли 1955 в Кипър е приет закон, според който всяко лице може да бъде арестувано и обвинено в тероризъм без съд и присъда. През ноември същата година в страната е обявено извънредно положение и британският губернатор получава неограничени правомощия.
В същото време британското правителство постепенно увеличава своите войски на острова, като прехвърля допълнително военни части от Кения и зоната на Суецкия канал. С това броят на британските войски в Кипър достига 30 000. За да се потисне националното движение в страната, колониалното правителство извършва масови арести и стотици киприоти са хвърлени в затвори и концентрационни лагери. Много от тези, които не са съгласни с политиката на британците са екзекутирани. В продължение на четири години Кипър живее в състояние на постоянна война, парализиран от общи стачки, саботажи, терористични актове и потопен в атмосферата на общия страх. В хода на тази борба са убити 104 британски войници, 90 бунтовници, 50 полицаи и 238 цивилни.
Насилието утихва след като Макариос е освободен от изгнание и през март 1957 се връща в Кипър. Въпреки това се засилват противопоставянето и военните действия между двете етнически общности и в средата на 1958 година EOKA и кипърските турски партизани влизат във военен конфликт.
През 1957 година Гърция, под натиска на страните от НАТО, оттегля лозунга си за еносис и гарантира независимостта на Кипър, съвместно с Турция и Обединеното кралство. През 1958 година Макариос обявява, че приема независимостта на Кипър и се отказва от обединение с Гърция. Краят на въоръжената съпротива на кипърските гърци не довежда до обединение на страната с Гърция в рамките на една държава, а до освобождението на острова от колониална зависимост. През февруари 1959 година в Лондон, представители на Англия, Гърция, Турция, турското и гръцкото население на острова, представени съответно от д-р Кючюк и архиепископ Макариос ІІІ, подписват пакет от документи, които представляват правното основание на законодателството на Република Кипър и се очаква да бъдат основа за просперитет и развитие на новата държава. Според Цюрихско-Лондонското споразумението на 1 октомври 1960 година, на картата на света се появява нова независима и суверенна държава – Република Кипър, която остава член на Британската общност. Неин пръв президент става архиепископ Макариос. По силата на същия документ, на кипърци е наложено присъствието на тяхна територия на две военни британски бази със статут на британски задморски територии. Това са Акротири и Декелия, разположени на обща площ от 158,5 km2 на източното и южно крайбрежие на републиката.
През март 1960 година Гривас спира дейността на ЕОКА, организацията е разпусната, а той се завръща в Атина, където получава званието генерал-лейтенант, и голяма пенсия. През същата година е изготвена и конституцията на страната. Според нея, Кипър е независима и суверенна република. Тя е уникална със законовите защити, които предвижда за малцинствата.

## Създаване на ТМТ
Лидерите на кипърските турци са категорично против еносиса и предпочитат да останат британски граждани, вместо да се обединят с Гърция. Турция следи отблизо развитието на процесите в Кипър и намеква, че ще използва всички мерки за защита на турските жители на острова.
Експлозиите и убийствата, организирани от EOKA в турския квартал на Никозия, принуждават кипърските турци да създадат от своя страна организация за самозащита. Като отговор на действията на ЕОКА те създават алтернативна съпротивителна организация, наречена ТМТ (Türk Mukavemet Teskilati). Тя си поставя за цел да защитава правата на турската общност в Кипър и поставя искането за разделяне на острова на гръцка и турска част. Организацията е подкрепяна активно от турското правителство, което води политика на разделение, известна като „таксим“.

## ЕОКА-В (ЕОКА-2)
EOKA-В се появява два пъти в историята на Кипър – през 1963 и 1974 година. Организацията работи в сътрудничество с Гърция и е подпомагана от нея с все същата цел – обединението на острова с Гърция. Създадена е отново от генерал Гривас, който тайно се завръща на острова, за да я възроди. На 15 юли 1974 година, под нейно ръководство, е извършен държавен преврат, оглавен от същите тези гръцки офицери от Националната гвардия, по заповед на военната хунта в Атина. Превратът дава на Анкара основания за провеждане на операция „Атила“, която започва пет дни по-късно. Турските войски дебаркират на острова и завземат северната му част, което води до падането на военния режим в Гърция. Като резултат от тези събития островът е разделен и в северната му част е създадена Севернокипърската турска република, а в южната остава да съществува Република Кипър.
- Британски войници се бият против бойци на ЕОКА, 1956
- Следи от стрелба по къща в покрайнините на Никозия (1969)
- Мястото, където се пази платноходката, с която Гривас тайно пристига в Кипър през ноември 1954 г.
- Село Епископьо - бюстове на бойци от ЕОКА, загинали през 1958.
- Паметник на кипърски турци, избити от ЕОКА
- Скулптурна фигура на боец от ЕОКА в столицата Никозия